# ピューティア大祭
ピューティア大祭（ピューティアたいさい、古希: Τα Πύθια、古代ギリシア語ラテン翻字: Ta Púthia、英: Pythian Festival、または、Pythian Games）は古代ギリシアの大祭で、デルポイの聖地に全ギリシアから市民が訪れて開催されたアポローン神の祭儀である。ピュティア競技祭ともいう。大祭は8年に一度開催される音楽競技を奉納していたが、後に隣接し、重税を課す都市クリッサとの戦争に勝利してからは体育競技を加え4年に一度の大祭に変更される。アポローンを称えるために、芸術分野の競技や、後にはオリュンピア大祭と似て、全ギリシア的に祝われた4つの古代競技祭典中の一つでもあった。

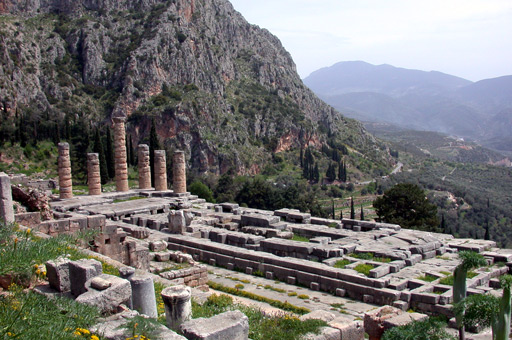
デルポイ・アポローン神殿跡

## 概説

### ピュートー

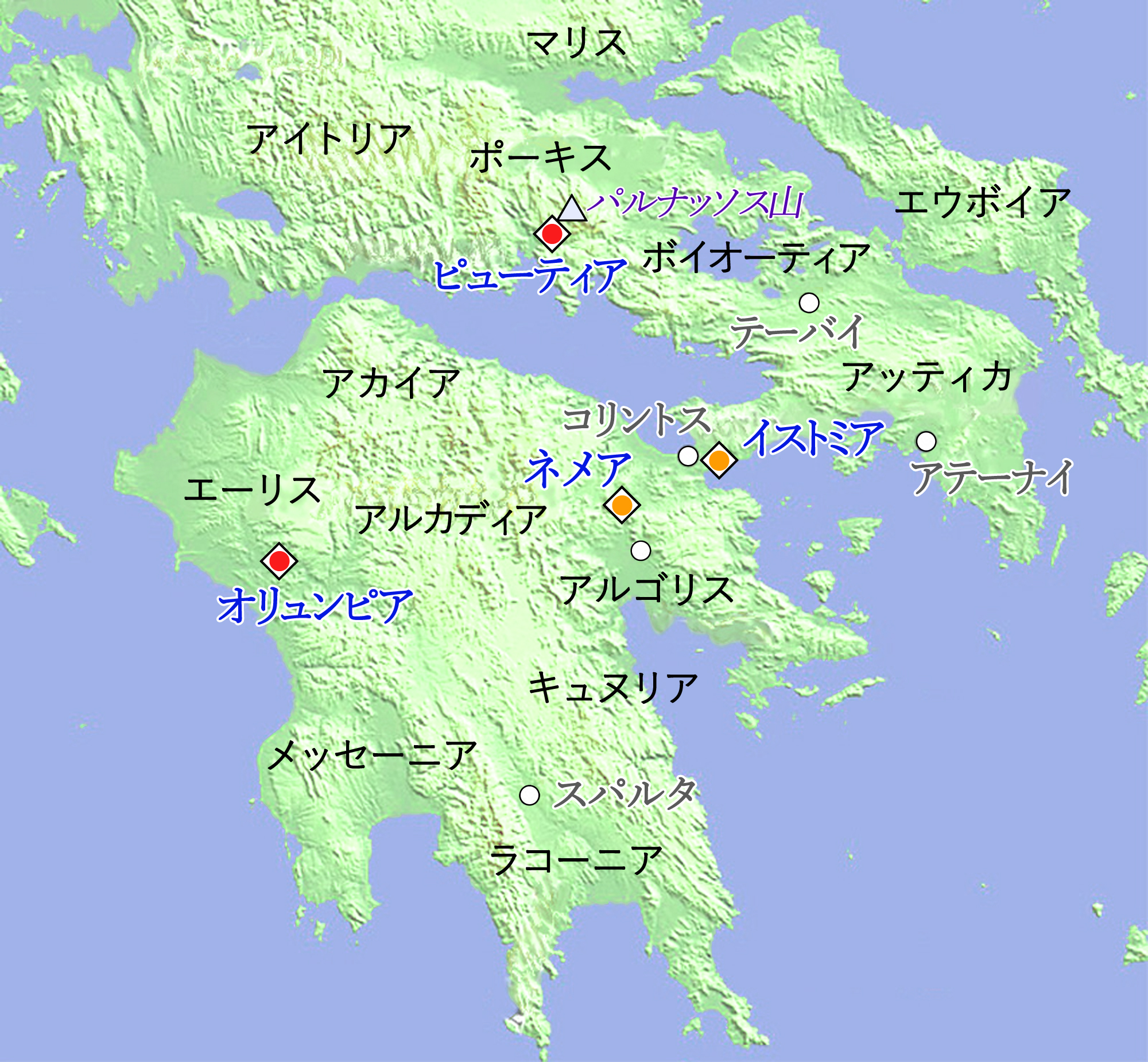
古代ギリシアの4大競技祭典

大祭が開催されたデルポイの地は、古くはピュートーと呼ばれ、そこには大地女神ガイアの代理、または女神自身とも考えられる大蛇ピュートーンが住み、地域を支配していた。ピュートーには、ガイアまたはテミス女神の託宣所があり、ピュートーンが悠久の過去より、これを管理していたとされる。しかし新たに訪れた神アポローンがピュートーンと戦い、これを打破して、聖地の支配権と託宣所を自分のものとした。
ピュートーすなわちデルポイの地は、アポローンの聖地で託宣所となった。こうして、ピューティアーと呼ばれる巫女が、大地より吹き出す煙を吸うことで恍惚状態になり、アポローン神の神託を告げた。この託宣は、ドードーナにおけるゼウス神の神託と同程度、あるいはそれ以上に有名で権威あるものとなり、ペルシア戦争の際に、アテーナイ市はいかなる対応をすればよいのか、神託に頼ったことでも有名である。
ピューティア祭は、死せる大蛇ピュートーンに対する葬礼競技より始まったともされる。ピュートーンの託宣を担っていた巫女たちは、そのままアポローンの神託を伝える巫女としてその地位に留まり、これがデルポイの神託へと続いて行った。

### 音楽と詩歌の競技

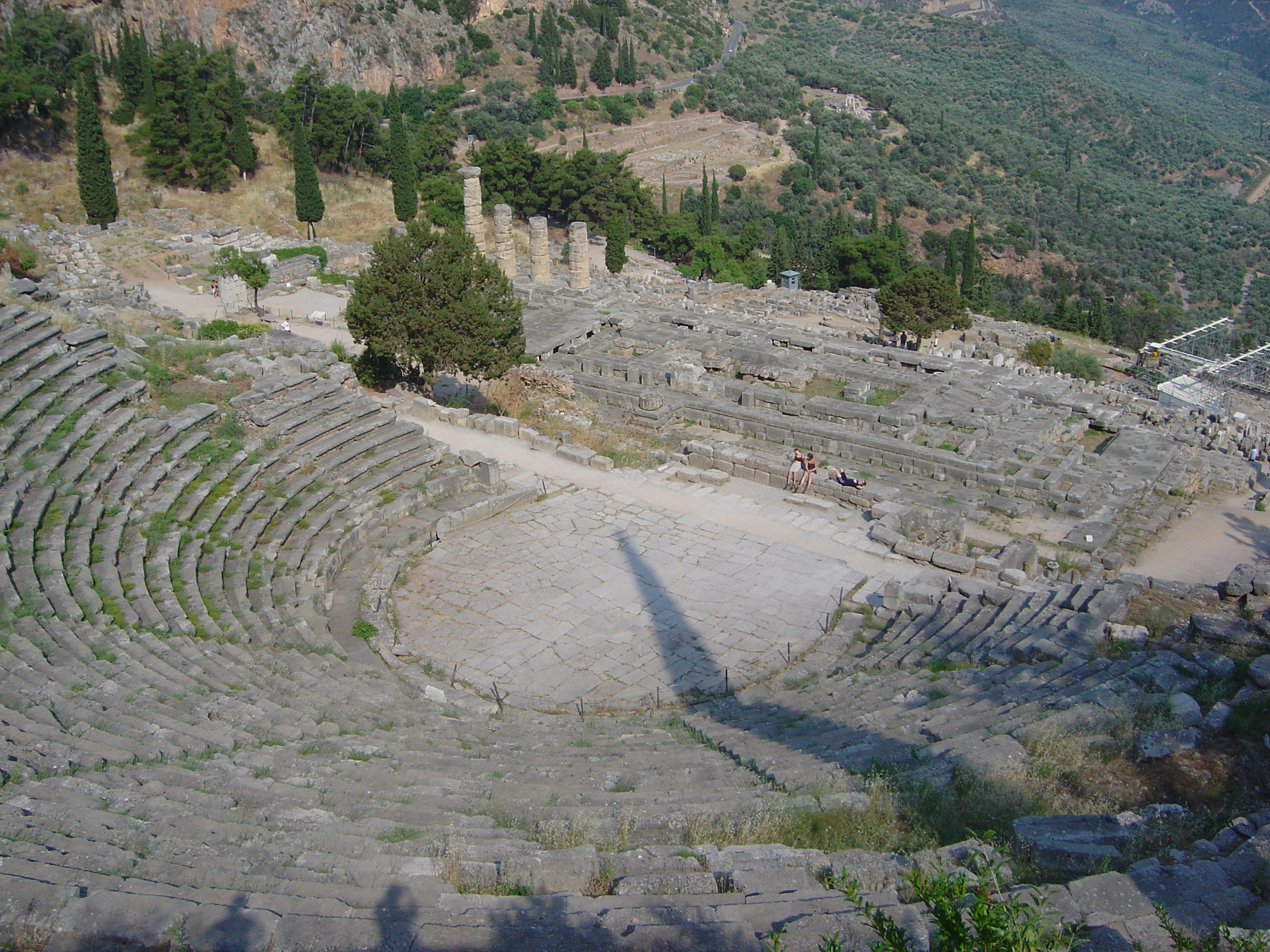
デルポイの劇場跡

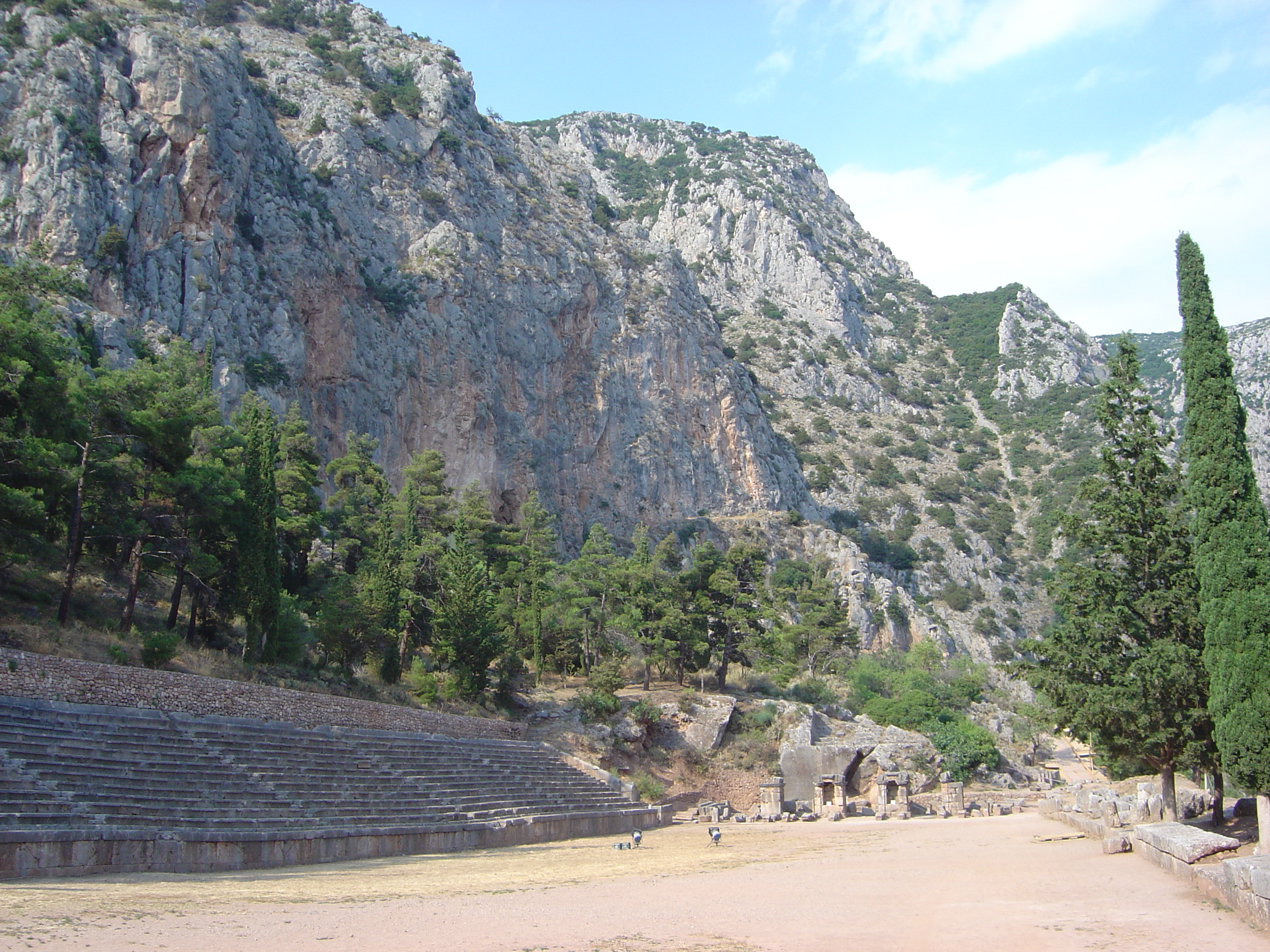
デルポイ聖域のスタディオン

紀元前6世紀には、すでにピューティア大祭はギリシア全土で著名であり、最初は、アポローン神を称えるに相応しいよう、音楽と詩歌の創作・発表競技が行われていた。伝説では、このような競技は、アポローンがピュートーンの大蛇を打破したときより始まっているとされる。それほどに古くからこの地は、ギリシアの中心として有名であった（発掘調査では、ミュケーナイ時代以前に遡る遺跡も見つかっている）。
デルポイはフォキス県の南岸近くに位置し、その北東わずかな地点には、これもアポローンの聖地であるパルナーソス山が控えていた。この山の麓には、スタディオンと呼ばれる競技場や、また劇場があり、これらの施設がピューティア大祭の際の競技の場に使用された。

### 競技の多様化と例祭化
紀元前582年以降、ピューティア大祭は4年に一度、定期的に開催されるようになる。これは隣接するクリッサが巡礼者へ通行の重税を課した事から戦争が起こり、クリッサ粉砕後戦勝祝いに体育競技を加えて変更された背景が存在する事による。これを通じて全ギリシア的規模で祝われた四つの競技祭の一つとなり、オリュンピア大祭（古代オリンピック競技）の開催時期と調整して、オリンピック競技の開催年から2年後、あるいは開催予定年の2年前に、この大祭は開催されることとなった。
音楽演奏の競技が最初に行われていたが、やがてキタラの伴奏付きの歌唱や、フルートの演奏、フルートの伴奏による歌唱などが加わった。更に、演劇の上演コンクールや、詩や散文作品の朗読競技が行われ、紀元前582年以降では、オリュンピア大祭に倣って、各種の運動競技も加わり、また戦車（チャリオット）による競争も加わるようになった。この戦車競技には粉砕されたクリッサの野がそのまま使われている。

### 月桂冠
古代ギリシャでは神聖競技会と呼ばれた祭典で優勝者に葉冠が送られていたが、四大競技祭のうち優勝者に月桂冠が授与されていたのはピューティア大祭（ピュティア競技祭）である。なお古代オリンピックではオリーブの葉冠（オリーブ冠）が授与された。

### 聖なるデルポイの平和
およそ三ヶ月ほど続く大祭の開催中には、「聖なるデルポイの平和」が宣言された。この宣言で、競技参加者や観客など、大祭の参加者全員が、危険なく安全に自分の国からデルポイを訪問し、再び安全に帰国できることが保証された。
大祭の期間は、市民集会所や市場が開かれ、多数の訪問者が費やす金銀は、デルポイ市にとって大きな収入源ともなった。また、デルポイはこの期間、各種技芸や芸術の重要な交流の場となった。

## 大祭と競技進行次第

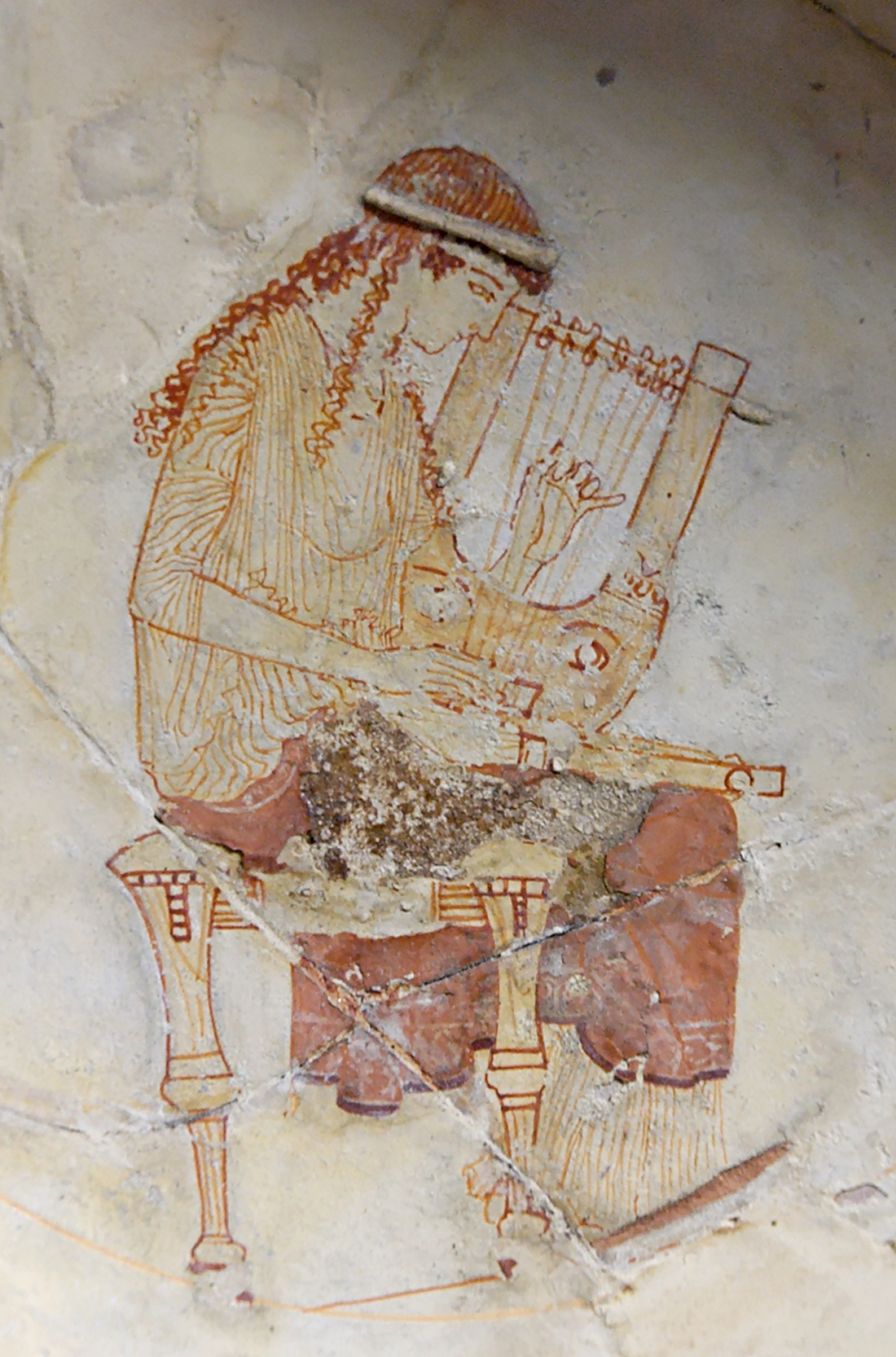
キタラとムーサ

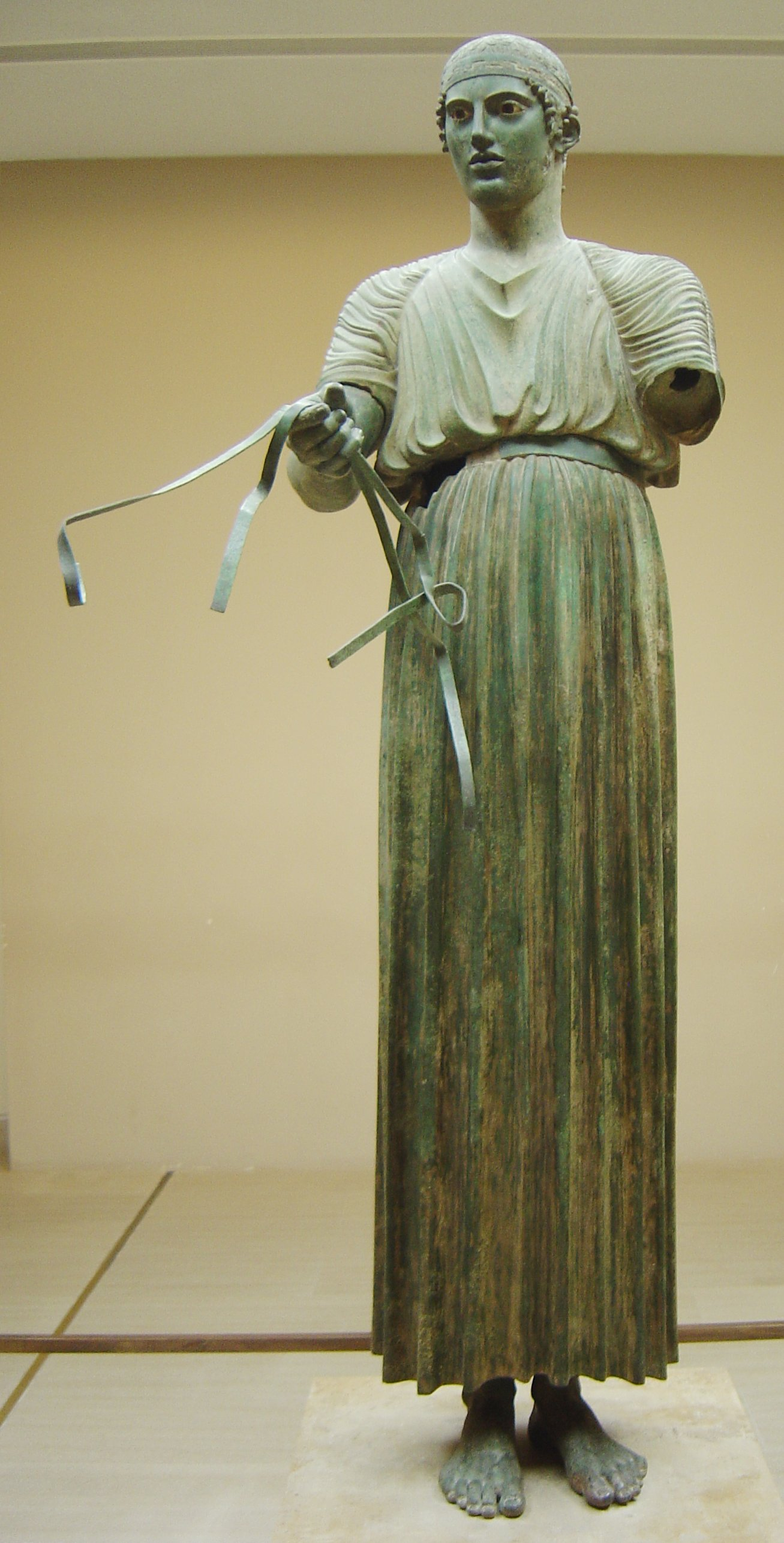
チャリオット御者像

デルポイ祭競技に関する証言記録や文書類は、意図的な湮滅の暴力と自然災害の結果、ほとんどが失われてしまった。残存している資料はいずれも、競技大会の栄誉や魅力を強調し取り上げている。
アリストテレスの記録によって、大祭の概略が得られる。競技大会は6日から8日のあいだ続き、アポローン神がピュートーンに打ち勝ち勝利を得た様子を再現する「聖なる競技」から始められた。陽気で魅力に満ちた祭の進行のなかで、アポローンの神殿において「大祭の犠牲」の献納式が行われた。祝祭の四日後、一般の競技が開始された。
音楽演奏と演劇のコンペティションは「劇場」で行われ、スポーツ競技は「デルポイのスタディオン」で開催された。チャリオット・レースは、峨々として険阻なデルポイの山容の景観も考慮して、近くのクリサの平野で行われた。
音楽の技芸競技として、以下のものがあった。
- 神アポローンを扱った讃歌一編
- フルートとキタラ（古代ギリシアの弦楽器）の演奏－歌唱が付く場合と付かない場合
- 演劇と舞踊のコンペティション
- 絵のコンペティション

デルポイの競技祭は名誉ある競技であった。競技の勝利者は、賞金を受け取るのではなく、オリュンピア大祭競技の場合に、「オリーブの小枝」を受け取るように、「月桂樹の小枝」を受賞した（これらの小枝は冠の形にして、オリーブ冠や月桂冠の形で勝者の頭上を飾った）。
時として、競争の賞品として林檎が提供され、勝利者は、象徴的な「椰子の木の小枝」をピューティア祭で受け取ることもあった。オリュンピア競技祭でも似たようなことがあった。特別な栄誉と称賛の贈物として、競技者たちのため、彫像がまた捧げられた（デルポイの地で発掘され出土した「チャリオットの御者像」は、このような競技の勝者の栄誉のために制作された像とも考えられる。右図参照）。とはいえ、勝利者が自身の故郷のポリスで受け取る名声は、何にも較べがたく価値があった。各ポリスは、その代表である競技者が、競技祭でできる限り優れた成功を収めることができるよう、あらゆる手を尽くし援助を惜しまなかった。

### ピューティア大祭の終焉
紀元394年、ローマとビザンティンの皇帝であるテオドシウス1世が、ピューティア大祭をその非キリスト教的な性格故に異教神殿破壊令を出し禁止、そして神域の崩壊に至る。ここに、1千年近くにわたって継続していた大祭と、それに付随する全ギリシア的競技大会は終焉した。

## 近代デルポイ競技
1600年後、ベルリンにおいて、国際デルポイ評議会（International Delphic Council、IDC）が設立された。18カ国の代表が、近代のデルポイ運動の創設者である J・クリスティアン・B・キルシュ（ J. Christian B. Kirsch ）からの招聘に応じた。

こうして、「第一回ジュニア・デルポイ競技1997年」が、グルジアのトビリシで開催された。更にモスクワで、「第一回近代デルポイ競技2000年」が開催された。これ以降、「第二回ジュニア・デルポイ競技2003年」がドイツのデュッセルドルフで開催され、「第二回デルポイ競技2005年」がマレーシアのクチンで開催された。また「第三回ジュニア・デルポイ競技2007年」が、フィリピンのバギオで開催予定であり、更に、二年後には、韓国の済州市で「第三回デルポイ競技2009年」が開催予定である。
右写真は、1997年4月の「第一回ジュニア・デルポイ競技」において、グルジア大統領エドゥアルド・シェワルナゼ（右）を歓迎する IDC初代会長 Ebun A. Oyagbola（左の人物）。

## 参考書籍
- 呉茂一 『ギリシア神話』 新潮社
- ロバート・グレイヴズ 『ギリシア神話』 紀伊國屋書店
- M. C. Howatson Concise Companion to Classical Literature Oxford Univ. Press